# 奇テ烈と彼女
奇テ烈と彼女（きてれつとかのじょ、Kiteretsu to kanojyo）は、主に舞台で活動している女の子によるコントユニット。その都度キャスティングする形式をとっており、固定メンバーはいない。

## 概要
代表であり脚本を担当している小山 耕太郎（モノス・グランデ）によって「女の子×コント」をテーマに旗揚げされたユニットであり、2016年8月オーディションにてメンバーを募集。同年10月には、第一回公演「奇テ烈な彼女」を成功させた。

## メンバー

### 第一回公演
※五十音順
- 井本 みくに（いもと みくに）4月16日生まれ。
- 尾崎 加奈子（おざき かなこ）11月5日生まれ。
- 小畑 はづき（おばた はづき）1993年8月23日生まれ。福岡県出身。グッドラックカンパニー所属。
- がっちょる（がっちょる）1993年11月29日生まれ。
- 金渕 琴音（かなぶち ことね）11月22日生まれ。
- 土橋 美月（どばし みつき）4月20日生まれ。
- 松竹 史桜（まつたけ みお）
- 三村 萌緒（みむら もよお）2月6日生まれ。

### 第二回公演
※続投キャスト順
- 井本 みくに（いもと みくに）
- 尾崎 加奈子（おざき かなこ）
- 小畑 はづき（おばた はづき）
- 金渕 琴音（かなぶち ことね）
- 岡戸 祐子（おかと ゆうこ）
- 加藤 千穂（かとう ちほ）
- 藤井 咲彩（ふじい さあや）
- 三宅 もめん（みやけ もめん）

## スタッフ
- 小山 耕太郎（モノス・グランデ）
代表。運営・脚本担当。
- 池亀 三太（ぬいぐるみハンター）
第一回公演「奇テ烈な彼女」演出担当。
- モリシタアイミ
イラストレーター。イラスト・WEBデザイン担当。

## 公演

### 2016年
- 第一回公演「奇テ烈な彼女」（10月7日 - 9日、ステージカフェ・下北沢亭）

### 2017年
- 第二回公演「その刹那、1/75」（3月18日 - 20日、新宿ゴールデン街劇場）